# سمور ژاپنی
سمور ژاپنی (نام علمی: Martes melampus) نام یک گونه از سرده سمور است.